# V означає Вендетта (фільм, 2005)
«V означає Вендетта» (англ. V for Vendetta) — британсько-американсько-німецький антиутопічний політичний трилер 2006 року режисера Джеймса Мактіга, екранізація однойменного коміксу Алана Мура. На 1 березня 2024 року фільм займав 165-ту позицію у списку 250 кращих фільмів за версією IMDb.

## Сюжет
Дія стрічки розгортається в недалекому майбутньому у Великій Британії. Після світових катаклізмів та воєн до влади у Британії приходить партія, яка приборкує хаос у країні, водночас встановлює жорстку диктатуру. Вночі з 4 на 5 листопада під час комендантської години невідомий у масці Ґая Фокса, що називає себе «V», рятує з рук поліції журналістку Іві Хаммонд. Після її порятунку V приводить Іві на дах, де вона спостерігає підрив Олд-Бейлі під увертюру Петра Чайковського «1812 рік». Уряд наступного дня пояснює це плановим знесенням аварійної будівлі, але V захоплює телекомпанію й запускає в ефір власний запис, в якому закликає до революції та повалення існуючого режиму. Він обіцяє 5 листопада наступного року підірвати парламент. Через збіг обставин Іві, дочка дисидентів, стає спільницею V. Згодом її затримують та тримають у в’язниці, наказуючи видати схованку V. Дівчина відмовляється, говорячи, що вона скоріше помре. Тоді її випускають. Іві розуміє, що це було влаштовано V. Вона іде і бачить, що люди готуються до революції. Іві повертається в схованку V, аби з ним попрощатися. Вона розуміє, що закохалась у нього. Зрештою, після вбивства канцлера, V від отриманих ран помирає. Його ховають у потязі Лондонської підземки з вибухівкою, який повинен проїхати під парламентом і підірвати його. V обкладають трояндами, які він вирощував.

## У ролях
| Актор           | Роль                |
| --------------- | ------------------- |
| Наталі Портман  | Іві Хаммонд         |
| Г'юґо Вівінґ    | V                   |
| Стівен Рі       | Ерік Фінч           |
| Джон Гарт       | Канцлер Сатлер      |
| Стівен Фрай     | Гордон Дітріх       |
| Тім Піготт-Сміт | Кріді               |
| Руперт Ґрейвз   | Домінік             |
| Імоджен Путс    | Валері              |
| Едді Марсан     | Браян Етерідж       |
| Клайв Ешборн    | Ґай Фокс            |
| Чад Стагелські  | Сторм Саксон        |
| Девід Літч      | грабіжник у масці V |

## Критика
На IMDb стрічка має оцінку 8,2/10 на основі 737 060 голосів.

## Цікаві факти
- Сестри Вачовські — великі прихильниці творчості Алана Мура. Сценарій фільму було написано в середині 1990-х, ще до того як сестри почали працювати над «Матрицею».
- Близько 22 000 кісточок було використано в сцені з доміно. Було потрібно 200 годин, для того, щоб побудувати з кісточок гігантську букву «V».
- Емблема Британської тоталітарної партії — древній геральдичний символ. Цей символ був офіційною емблемою Вільних французьких сил генерала Де Голля у 1940—1944 роках.
- В оригінальному коміксі Іві Хаммонд була малолітньою повією, а не співробітницею телецентру. Через цю зміну у сценарії Алан Мур наполіг, щоб його ім'я вилучили з титрів, адже він хотів показати, що навіть знедолених поглинає ідея.